# Ильиновская (Чечня)
Ильиновская или Ильи́нская (чечен. Баса-ГIала) — станица в Грозненском районе Чеченской Республики. Административный центр Ильиновского сельского поселения.

## География
Станица расположена на левом берегу реки Сунжи, напротив впадения в неё реки Аргун, в 20 км к северо-востоку от города Грозного.
Ближайшие населённые пункты: на севере — станица Червлённая-Узловая, на северо-востоке — село Дарбанхи, на востоке — город Гудермес, на юго-востоке — село Джалка, на юго-западе — сёла Беркат-Юрт, Центора-Юрт и город Аргун, на западе — станица Петропавловская и на северо-западе — село Толстой-Юрт и станица Горячеисточненская.

## Название
Приказом по Терской области № 201 от 5 ноября 1892 года, посёлок Джалкинский получил статус станицы с наименованием Ильинская, название было дано, по всей видимости, в честь церкви святого пророка Илии, располагавшейся в посёлке.

## История

### В древности
Вблизи от населённого пункта имеются следующие памятники культуры:
- Ильинское городище (последние века до нашей эры — ранне-аланский период)
- Ильинское 1-е поселение (кобанская культура скифского времени, середина 1-го тысячелетие до н. э.)
- Ильинское 2-е поселение (кобанская культура скифского времени, середина 1-го тысячелетие до н. э.)
- Ильинский курганный могильник (II—I тысячилетия до н. э.)

К востоку от бывшего чеченского села Бас-ГIала Г. В. Подгорецким и группой археологов Северокавказской археологической экспедиции Института археологии Академии наук СССР выявлено Ильинское городище ранне-аланского периода, датируемое последними веками до н. э. Городище имеет форму треугольника, укреплено мощной системой рвов. На восточной стороне населённого пункта найдены археологические памятники II-I тыс. до н.э. А юго-западе выявлено поселение, которое относилось к сарматскому времени, также обнаружено большое число фрагментов сосудов Кобанской культуры. При раскопках также обнаружена пряжка «типа Исти-су», учёные датируют её VI—V веками до нашей эры. Также неподалёку от станицы было обнаружено ещё одно древнее городище Ильинское-2. В 5 км от селения на вершине Сунженского хребта обнаружено ещё одно древнее поселение, на основе выявленных материалов оно было датировано половиной I тысячелетия до н.э.

### XX век
До 1 августа 1934 года Ильинская входила в Петропавловский район.
1 августа 1934 года ВЦИК постановил образовать в Чечено-Ингушской автономной области новый Грозненский район с центром в городе Грозном, включив в его границы территорию ликвидируемого Петропавловского района.

## Население
| 1990  | 2002  | 2010  | 2012  | 2013  | 2014  | 2015  |
| ----- | ----- | ----- | ----- | ----- | ----- | ----- |
| 1046  | ↗1558 | ↗1788 | ↗1840 | ↗1849 | ↗1860 | ↗1896 |
| 2016  | 2017  | 2018  | 2019  | 2020  | 2021  | 2023  |
| ↗1949 | ↗1984 | ↗2010 | ↗2036 | ↗2069 | ↘1988 | ↗2022 |
| 2024  |       |       |       |       |       |       |
| ↗2054 |       |       |       |       |       |       |

Национальный состав
По данным Всероссийской переписи населения 2010 года:
| № | Национальность | Численность, чел. | Доля    |
| - | -------------- | ----------------- | ------- |
| 1 | чеченцы        | 1768              | 98,88 % |
| 2 | русские        | 18                | 1,01 %  |
| 3 | другие         | 2                 | 0,11 %  |

## Образование
- Ильиновская муниципальная средняя общеобразовательная школа[27].

## Уличная сеть
| - А-Х. Кадырова - Аргунская - Выгонная - Гаражная - Грозненская - Гудермесская - Калинина - Куйбышева - Ленина - Лесная - Луговая | - Механическая - Б. Нагорная - Нагорная - Новая - Октябрьская - Олимпийская - Степная - Тупиковая - Центральная - Школьная - Юбилейная |